# Worthington Whittredge
Thomas Worthington Whittredge, né le 22 mai 1820 dans l'Ohio et mort le 25 février 1910 dans le New Jersey, est un peintre américain, affilié à l'Hudson River School.

## Biographie
Dans sa jeunesse, à Cincinnati, il peint déjà des portraits et des paysages. En 1849, il entreprend de se rendre en Europe pour parfaire son art. En Allemagne, il s'inscrit à l'Académie des beaux-arts de Düsseldorf où il étudie sous la direction d'Emanuel Leutze. Pendant les dix ans qu'il passe sur le continent européen, il se lie d'amitié avec de nombreux artistes et voyage beaucoup, notamment avec Sanford Robinson Gifford.
De retour en Amérique en 1859, il s'installe à New York et amorce une fructueuse carrière de peintre paysagiste dans le style propre à l'Hudson River School, dont il est l'un des représentants.
En 1865, il séjourne dans l'Ouest des États-Unis et se rend jusqu'aux Montagnes Rocheuses en compagnie de Sanford Robinson Gifford et de John Frederick Kensett.
Peintre réputé de son vivant, il est lié avec plusieurs peintres de l'Hudson River School, dont Albert Bierstadt. Plusieurs de ses toiles appartiennent aujourd'hui aux collections de grands musées. Président de l'Académie américaine des beaux-arts de 1874 à 1875, il est également un des membres des comités de sélection pour l'Exposition universelle de 1876 à Philadelphie et celle de 1878 à Paris, deux importantes expositions artistiques du dernier quart du XIXe siècle.

## Galerie

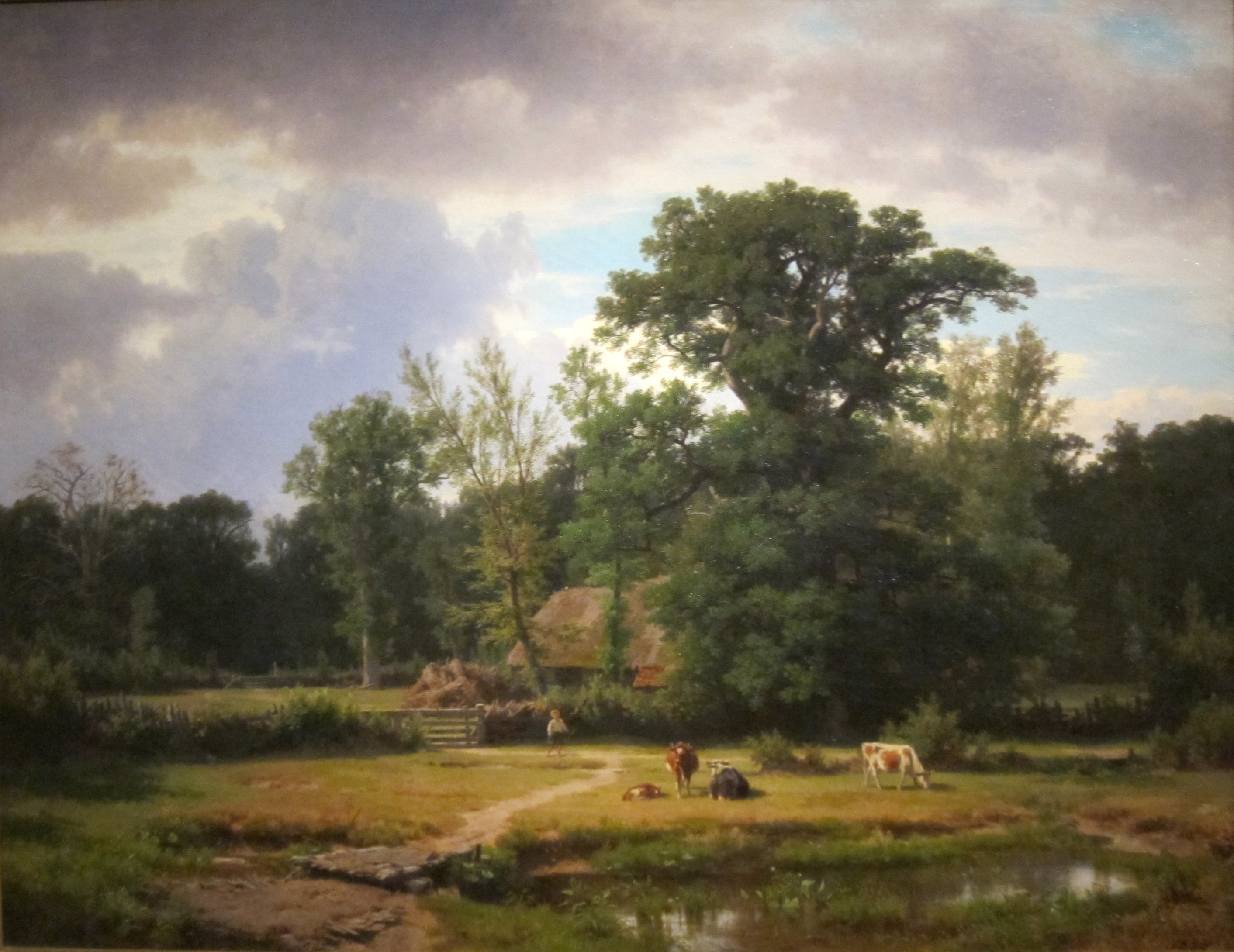
Paysage de Wetsphalie, 1853, Musée d'art de Cincinnati, Cincinnati
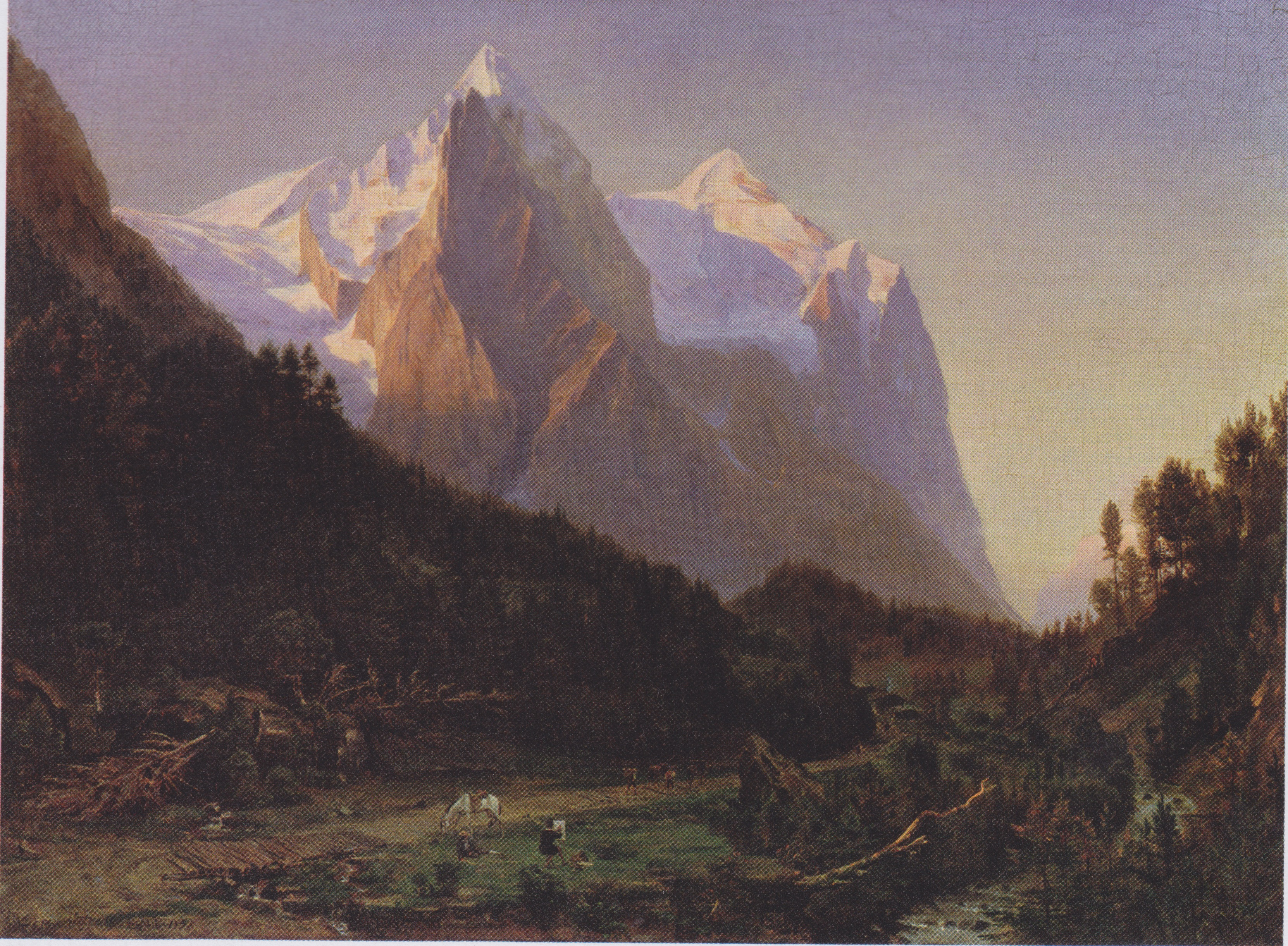
Le Mont Wetterhorn, vers 1858, Newark Museum, Newark
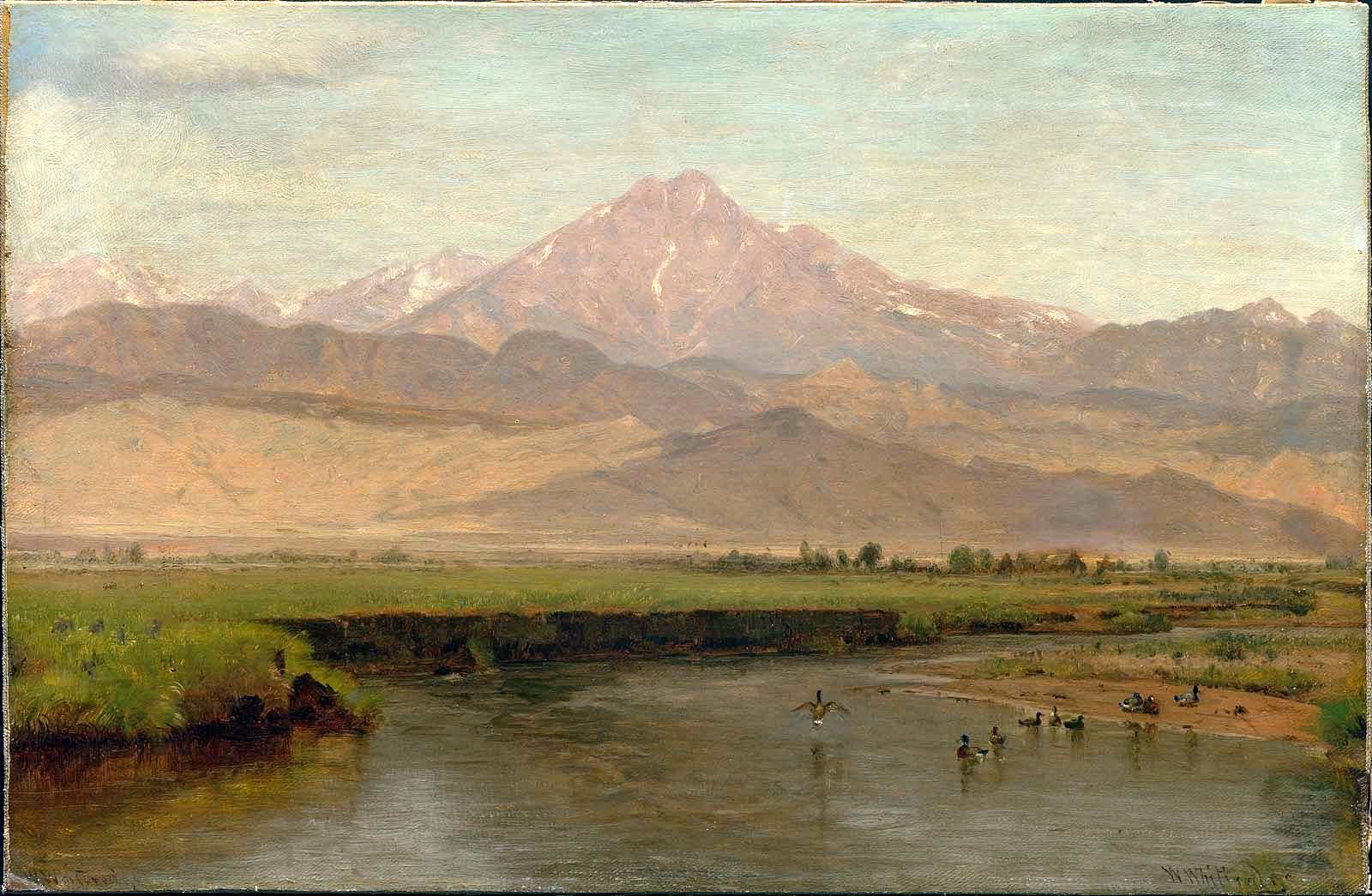
Longs Peak, Colorado, vers 1870, Musée des beaux-arts de Boston, Boston